# Municipio de Valle de Bravo
El municipio de Valle de Bravo es uno de los 125 municipios del Estado de México, México y uno de los 7 municipios que integran la Región Valle de Bravo. Su cabecera municipal es Valle de Bravo (antiguamente llamado San Francisco del Valle de Tesmascaltepec) y es también cabecera regional. Cuenta con 61 590 habitantes según el censo de 2020 del INEGI. Fue declarado Pueblo Mágico el 2 de marzo de 2005.

## Geografía

### Ubicación
El municipio de Valle de Bravo, se localiza en la parte poniente del estado, en las coordenadas 98°53′45″ (mínima) 98°55′50″ (máxima) longitud oeste y 19°43′33´(mínima) 19°36′40″ (máxima) latitud norte, a una altitud de 1,300 metros sobre el nivel del mar. Limita al norte con los municipios de Amanalco y Donato Guerra, al poniente con el Santo Tomás, Otzoloapan y Zacazonapan. Su distancia aproximada a la capital del estado es de 84 kilómetros.
La zona abarcan una superficie territorial de 1,997.49 km² que corresponde al 8.9% del territorio estatal.

### Clima
En la Región, de acuerdo a la clasificación climática de Köppen están presentes cuatro tipos de clima: templado, semifrío, semicálido y cálido. 
El clima templado domina la mayor parte centro-norte de la Región, se presenta el subtipo de clima templado húmedo el cual se distingue por tener verano largo, lluvia invernal inferior a 5%, es isotermal y la temperatura más elevada se manifiesta antes del solsticio de verano.
El clima semifrío, subhúmedo está presente sólo en las partes más altas de la sierra de Valle de Bravo presenta sequía intraestival, valores térmicos extremosos entre 7° y 14 °C. Hacia la parte que corresponde a la cuenca del Río Balsas, tiene un porcentaje de precipitación invernal menor a 5%, el verano es largo, es isotermal y la temperatura más elevada se registra antes del solsticio de verano.
En la parte sursudoeste se manifiestan los climas cálido y semicálido con algunas variantes en el gradiente de humedad; respecto al clima cálido.
Durante la primavera la temperatura comienza a aumentar considerablemente en la mayor parte de la Región. Las temperaturas más elevadas se registran durante mayo. En general, la temperatura media anual es de 18 °C y oscila entre los 9.4° y 24.5 °C y la precipitación anual promedio está en el rango de 900 a 1,300 milímetros.
Las lluvias más abundantes acontecen en los meses de junio a septiembre, temporada en la cual suelen presentarse inundaciones en algunos sitios de los valles. Las lluvias finalizan, normalmente, en la primera quincena de octubre.

### Hidrografía

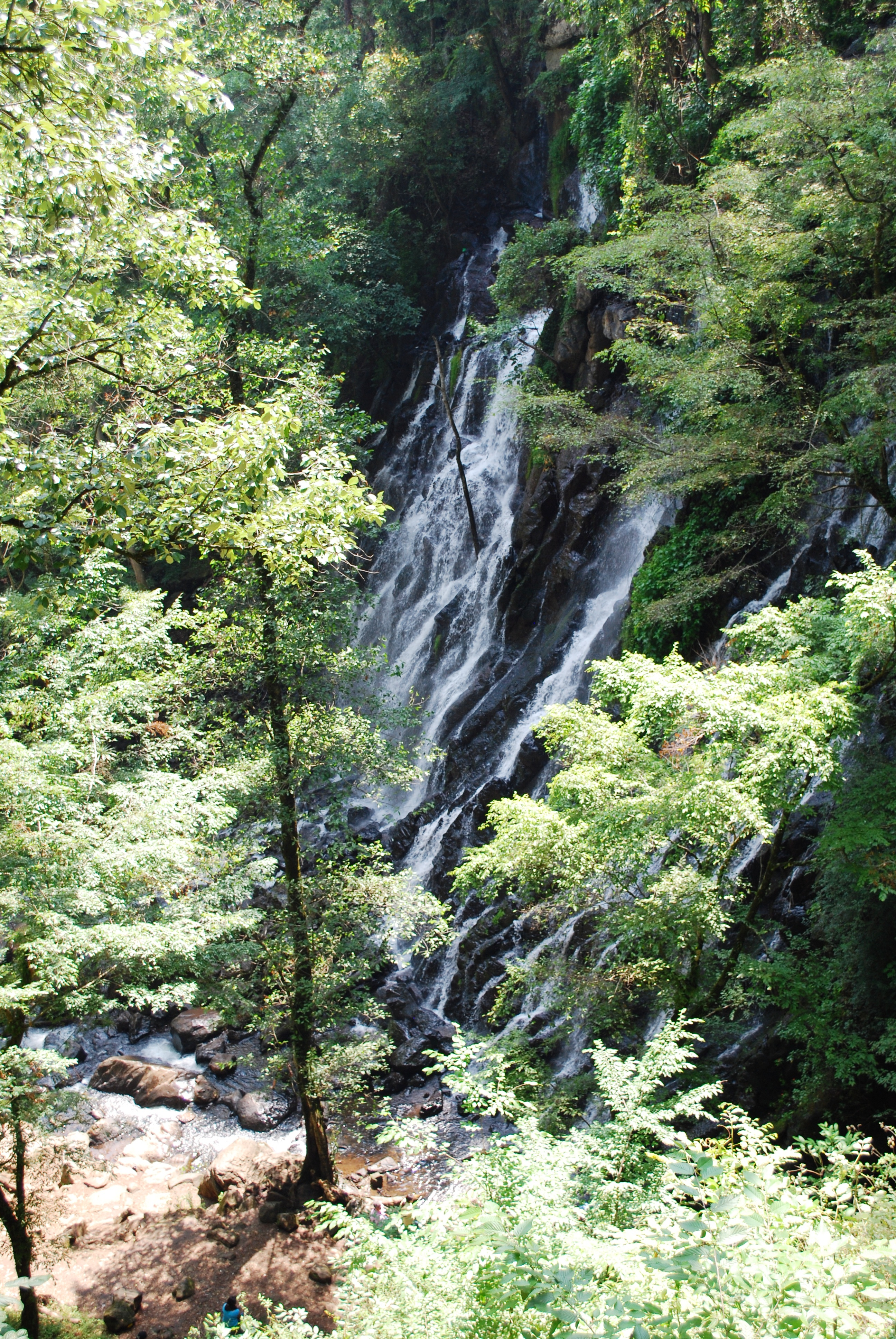
Cascada Velo de Novia en Avándaro.

Valle de Bravo, se encuentra dentro de la Cuenca del Río Balsas constituida por 5,458 embalses, pertenece a una de las regiones hidrológicas más importantes del país, tanto por su extensión como por el volumen de sus corrientes superficiales en donde se ubica la cuenca del Río Cutzamala. El Salto, Barranca Honda, Tiloxtoc como principal aportador del Río Balsas Los Hoyos, Agua Grande, La Asunción, El Molino, El Crustel, Los Gavilanes, Capilla Vieja, Amanalco de Becerra, Las Flores, Río Chiquito, Los Saucos y Piñas Altas.
En el municipio existen tres presas que son: Tiloxtoc, Colorines y Valle de Bravo. Esta última presa tiene una extensión de 21 kilómetros cuadrados y forma parte del Sistema Hidroeléctrico "Miguel Alemán", pero solo una parte es del municipio y la otra se disputa entre Amanalco y Donato Guerra, que proveía de energía eléctrica al centro de la República, actualmente pertenece a la Comisión de Aguas del Valle de México y se utiliza para abastecer de agua potable a la zona metropolitana de la Ciudad de México.
Desde la carretera, entre las copas de los árboles, se descubre el lago, cuyas mansas aguas sirven como espacio de recreación a bañistas y deportistas. Al llegar al pueblo, las casas de techos a dos aguas con tejas, paredes blancas y calles empedradas invitan a caminar. Al igual que sus inmaculadas paredes, los bosques que circundan la zona ofrecen un remanso de paz y la oportunidad de visitar los santuarios de la mariposa Monarca que se encuentran en el Estado de México. Si se visita la zona entre noviembre y marzo, la migración naranja, proveniente de los bosques de Canadá, ofrece un espectáculo único. La vecina población de Los Saucos es el santuario más cercano a Valle de Bravo para contemplar a las mariposas, cuyo peso llega incluso a plegar las ramas de los oyameles.

### Flora y fauna
Tal vez el más conocido y visitado miembro de la vegetación de la zona sea el Ahuehuete de Valle de Bravo. Ubicado a 3 cuadras del jardín central de dicha localidad. De la familia Taxodium mucronatum, es una de las especies de mayor longevidad conocida en la región de la cuenca del Cutzamala, mide 25 metros, pesa alrededor de 95.82 toneladas; a la altura del pecho humano su diámetro es de 4 metros con una tasa de crecimiento anual de 2.54 milímetros. Es originario de México, país donde ha sido adoptado como árbol nacional desde 1921 debido a que está íntimamente ligado a las culturas prehispánicas las cuales le confirieron un significado cósmico y religioso. Los vallesanos reconocen como símbolo de la región a este antiguo testigo de la historia, mismo que debemos proteger por ser un tesoro biológico de más de 700 años y como un buen ejemplo de que es posible la coexistencia entre el hombre y la naturaleza.

## Política y gobierno
| Alcalde                                | Periodo               |
| -------------------------------------- | --------------------- |
| Enrique Rebollar                       | 1936-1937             |
| José Cesáreo López                     | 1938                  |
| Simón Estrada                          | 1939                  |
| Ángel Reyes                            | 1939                  |
| Aurelio Gómez                          | 1940                  |
| Francisco Ortiz Luque                  | 1941-1942             |
| Justino Mercado                        | 1942-1943             |
| Emilio Reyes                           | 1943 y 1951-1954      |
| Basilio Reyes                          | 1944-1945             |
| Emiliano Sánchez                       | 1945-1948 y 1952-1953 |
| Carlos Gómez Almazán                   | 1954-1957             |
| Salomón Santos Coy                     | 1956 y 1957-1960      |
| J. Jesús Jiménez                       | 1960                  |
| Salvador Menchaca                      | 1960 - 1961           |
| Emilio Ballesteros                     | 1961-1963             |
| Humberto Pérez                         | 1963-1966             |
| Florencio Caballero                    | 1966                  |
| María del Carmen Colín Pouchet         | 1966-1969             |
| Juan Montes de Oca                     | 1969-1972             |
| José Bravo Ortiz                       | 1973-1974             |
| Adrián López Vargas                    | 1974                  |
| Federico Osorio Hernández              | 1974-1975 y 1979-1981 |
| Jaime Ballesteros Vendrell             | 1976-1978             |
| Carlos López Núñez                     | 1981                  |
| Oséas Luvianos Estrada                 | 1982-1984             |
| Josefina Esquivel Quintana             | 1984                  |
| Francisco Nuñez Reyes                  | 1985-1987             |
| Andrés Jurado Mejía                    | 1988-1990             |
| Francisco Rodríguez García             | 1991-1993             |
| Miguel Arnulfo Mendieta Sánchez        | 1994-1996             |
| Luis Alberto Quiñones Gómez (interino) | 1997-2000             |
| Alejandro Erasmo Fierro Sánchez        | 2000-2003             |
| José Francisco Pedraza Barrueta        | 2003-2006             |
| José Martínez Doroteo                  | 2006-2009             |
| Gabriel Olvera Hernández               | 2009-2012             |
| Sergio Rodríguez Velázquez (Interino)  | 2011-2012             |
| Gabriel Olvera Hernández               | 2012                  |
| Francisco Reynoso Israde               | 2013-2015             |
| Mauricio Osorio Domínguez              | 2016-2018             |
| Manlio Fulvio Eugenio Bravo (Interino) | 2018                  |

## Demografía
De acuerdo con los resultados del Censo de Población y Vivienda de 2010 realizado por el Instituto Nacional de Estadística y Geografía; la población total del municipio de Valle de Bravo es de 61 599 habitantes, de los que 31 303 son hombres y 30 296 son mujeres.

### Localidades
| Localidad               | Población (2010) |
| ----------------------- | ---------------- |
| Valle de Bravo          | 25 554           |
| Colorines               | 5 543            |
| Loma Bonita             | 2 240            |
| El Arco                 | 1 826            |
| Santa María Pipioltepec | 1 802            |
| San Gabriel Ixtla       | 1 624            |
| El Sauco                | 1 458            |
| San Juan Atezcapan      | 1 456            |
| San Nicolás Tolenino    | 1 399            |
| Cuadrilla de Dolores    | 1 234            |
| Total municipio         | 44 136           |